# 마지막 편지
마지막 편지는 1969년 공개된 대한민국의 영화이다.

## 배역
- 신성일
- 문희
- 남정임
- 김정훈